# Jolanta z Montferratu
Jolanta z Montferratu (ur. w 1273, zm. 1317) – córka Wilhelma VII z Montferratu, druga żona cesarza Bizancjum Andronika II Paleologa.

## Życiorys
Małżeństwo Andronika i Jolanty zostało zawarte z przyczyn politycznych, gdy Jolanta miała 11 lat. Po śmierci pierwszej żony Anny węgierskiej Andronik pojął Jolantę, ponieważ była spadkobierczynią tytułu władczyni Królestwa Tesaloniki, który został uzyskany przez jej przodka Bonifacego z Montferratu, uczestnika czwartej krucjaty. Dzięki temu ród hrabiów de Montferrat przestał rościć sobie prawa do niego, a co za tym idzie pretensji do ziem bizantyjskich.
Jolanta wyszła za Andronika w 1284 roku. Mieli razem czworo dzieci:
- Jana Paleologa (zm. 1307)
- Teodora Paleologa (zm. 1338), który przejął tytuł markiza Montferratu
- Symonidę Paleologinę (zm. 1340), żonę króla Serbii Urosza II Milutina
- Demetriusza Paleologa (zm. po 1343)

Jolanta po ślubie przyjęła greckie imię "Irena". Małżeństwo nie było udane, a "czarny" obraz Jolanty przekazał w swoich pracach historyk Nicefor Gregoras.